# NGC 4603
NGC 4603 é uma galáxia espiral barrada (SBc) localizada na direcção da constelação de Centaurus. Possui uma declinação de -40° 58' 34" e uma ascensão recta de 12 horas, 40 minutos e 55,0 segundos.
A galáxia NGC 4603 foi descoberta em 8 de Junho de 1834 por John Herschel.